# 大内真紀
大内 真紀（おおうち まき、2月12日 - ）は、日本の元ラジオパーソナリティー・タレント。兵庫県の出身で、昭和プロダクションに所属していた。

## 経歴
血液型はA型で、兵庫県立川西北陵高等学校から平安女学院短期大学を経てカリフォルニア大学バークレー校に留学。日本への帰国後に、関西地方を拠点に置く昭和プロダクションのフリーアナウンサーとして、ラジオ番組などで活動していた。
毎日放送のラジオ番組『ありがとう浜村淳です』（昭和プロダクションに所属している浜村淳の冠番組）で2008年10月からアシスタントを務めていたが、出演期間中の2012年には、およそ1ヶ月間にわたって修行を目的に仏門へ入っていた。同番組への出演を2014年3月で終えた後に、フリーアナウンサーやタレントとしての活動を休止。前述した留学経験を背景に、昭和プロダクションを退社したうえで、ECCの英語講師へ転身した。

## 過去の出演番組
- ありがとう浜村淳です 木 - 金曜日アシスタント（毎日放送）
- ありがとう浜村淳です土曜日です アシスタント（同上）
- 歌謡曲これイチバン（ラジオ大阪）
- NEWSワンダーランド 金曜日アシスタント（同上）